# Двинка
Двинка (рус. Двинка) малена је река која протиче преко источних делова Куњског рејона на крајњем југозападу Псковске области (на западу европског дела Руске Федерације). Десна је притока реке Западне Двине и део басена Балтичког мора. Дужина њеног тока је око 13 km.
Свој ток започиње као отока Велињског језера, тече прво у смеру југоистока. а потом скреће у смеру истока. Поменуто језеро повезује са басеном Западне Двине.